# Nhất quỷ nhì ma, thứ ba Takagi
Nhất quỷ nhì ma, thứ ba Takagi, hay cũng biết tới với tên gốc Karakai jōzu no Takagi-san (Nhật: からかい上手の高木さん n.đ. 'Chuyên gia trêu chọc Takagi-san') là một bộ manga Nhật Bản được viết và minh họa bởi Yamamoto Sōichirō. Câu chuyên lấy bối cảnh xung quanh thị trấn Tonoshō, quận Shōzu, tỉnh Kagawa theo chân hai người bạn học cùng lớp, Takagi và Nishikata.
Bộ truyện được xuất bản lần đầu trên tạp chí Monthly Shōnen Sunday vào tháng 11 năm 2014. Tại Việt Nam, bộ truyện được Nhà xuất bản Kim Đồng mua bản quyền và phát hành lần đầu vào ngày 30 tháng 9 năm 2019.
Một bản chuyển thể anime dài tập do Shin-Ei Animation sản xuất được lên sóng truyền hình vào năm 2018, mùa thứ hai phát sóng vào năm 2019. Mùa thứ ba lên sóng vào năm 2022 cùng với một bản phim điện ảnh sẽ công chiếu vào 10/6/2022.
Năm 2021, manga đã giành chiến thắng Giải thưởng Manga Shogakukan lần thứ 66 thể loại truyện tranh.

## Nội dung
Câu chuyện xoay quanh học sinh cấp một Nishikata và Takagi ngồi cạnh nhau trong lớp. Takagi thích trêu chọc Nishikata bằng những trò đùa thả thính. Đáp lại, Nishikata lập kế hoạch trả thù, nhưng anh không thành công khi cô biết được điểm yếu của anh và tận dụng chúng. Trong một số trường hợp hiếm hoi khi Takagi thua trong thử thách, Nishikata không cảm thấy như mình đã thực sự chiến thắng. Bối cảnh dựa trên thị trấn Tonoshō ở tỉnh Kagawa.

## Nhân vật
Takagi (高木)
Lồng tiếng bởi: Takahashi Rie
Takagi là cô gái thông minh, luôn biết cách trêu chọc người mình thích là Nishikata và tận thưởng phản ứng của cậu trước những trò chọc ghẹo kiêm thả thính của mình.
Nishikata (西片)
Lồng tiếng bởi: Kaji Yūki
Nishikata là bạn cùng lớp ngồi cạnh Takagi, người luôn chọc và khiến cậu đỏ mặt. Cậu luôn muốn trả đũa cô ấy, nhưng Takagi luôn luôn tận dụng tình huống và phản đòn. Nishikata chưa nhận ra rằng cậu đã thích Takagi.
Hibino Mina (日々野 ミナ)
Lồng tiếng bởi: Kohara Konomi
Một cô gái tính cách trẻ con với lông mày rậm. Cô cùng Yukari và Sanae tạo thành bộ ba chơi thân với nhau.
Tenkawa Yukari (天川 ユカリ)
Lồng tiếng bởi: M.A.O
Bạn thân của Mina, Sanae và là lớp trưởng. Mặc dù cô cố duy trì sự trưởng thành của lớp trưởng, nhưng cô thường xuyên để các bạn cùng lớp chép câu trả lời của mình để không ai phải bị lưu ban. Cô có sở thích quan tâm những thứ liên quan về tình yêu.
Tsukimoto Sanae (月本 サナエ)
Lồng tiếng bởi: Ogura Yui
Bạn thân của Mina và Yukari. Có tính cách lạnh lùng.
Nakai (中井)
Lồng tiếng bởi: Uchida Yuuma
Bạn cùng lớp của Nishikata và Takagi; bạn trai của Mano.
Mano (真野)
Lồng tiếng bởi: Koiwai Kotori
Bạn cùng lớp của Nishikata và Takagi; bạn gái của Nakai.
Takao (高尾)
Lồng tiếng bởi: Okamoto Nobuhiko
Một trong những người bạn thân của Nishikata cùng với Kimura. Cậu đeo kính và có răng thỏ.
Kimura (木村)
Lồng tiếng bởi: Ochiai Fukushi
Một trong những người bạn của Nishikata cùng với Takao. Cậu hơi béo và không thích chạy.
Thầy Tanabe (田辺先生 Tanabe-sensei)
Lồng tiếng bởi: Tadokoro Hinata
Giáo viên chủ nhiệm và dạy tiếng Anh của lớp Nishikata và Takagi.
Hamaguchi (浜口)
Lồng tiếng bởi: Uchiyama Kōki
Bạn cùng lớp với Takagi và Nishikata. Cậu thích Hojo.
Hōjō (北条)
Lồng tiếng bởi: Yūki Aoi
Bạn cùng lớp với Takagi và Nishikata. Cô cũng thích Hamaguchi nhưng vẫn tỏ ra bình thường.

## Truyền thông

### Manga
Bộ Manga được vẽ bởi Yamamoto Sōichirō. Loạt manga này bắt đầu tuần tự trong tạp chí manga shōnen của Shogakukan trên Tuần san Shōnen Sunday Mini vào năm 2013, sau đó bộ này được chuyển đến Tuần san Shōnen Sunday vào tháng 7 năm 2016. Nó đã được thu thập trong hai mươi volume tankōbon. Bộ truyện được đề cử giải thưởng Manga Taisho lần thứ 10 vào tháng 1 năm 2017. Một loạt manga có tựa đề Ashita wa Doyōbi (あしたは土曜日 lit. "Ngày mai là thứ bảy") đã được đăng trên báo Yomiuri Chuukousei Shinbun giữa tháng 11 năm 2014 và tháng 11 năm 2015, và bao gồm hai tập tankōbon. Nó cũng được chuyển thể sang "Karakai Jōzu no Takagi-san" vào năm 2018. Manga dài tập thứ ba với tiêu đề Karakai Jōzu no (Moto) Takagi-san (からかい上手の（元）高木さん n.đ. "Chuyên gia trêu chọc (nguyên là) Takagi-san") gồm "nguyên" Takagi khi đã trưởng thành, hiện đã kết hôn với Nishikata, và con gái của họ, Chi, ra mắt vào năm 2017. Manga được thu thập thành mười tám tập tankōbon. Một bộ manga spin-off thứ hai có tiêu đề Koi ni Koisuru Yukari-chan (恋に恋するユカリちゃん) được ra mắt năm 2017.
Đến tháng 2 năm 2022 nhà xuất bản Kim Đồng đã xuất bản đến tập 15 của "Nhất quỷ nhì ma, thứ 3 Takagi", và đến tập 7 của "Nhất quỷ nhì ma, thứ ba (vẫn là) Takagi"  tại thị trường Việt Nam.
| #  | Phát hành Tiếng Nhật                                         | Phát hành Tiếng Nhật | Phát hành Tiếng Việt | Phát hành Tiếng Việt                                                                                           |
| #  | Ngày phát hành                                               | ISBN                 | Ngày phát hành       | ISBN |
| -- | ------------------------------------------------------------ | -------------------- | -------------------- | --- |
| 1  | 12 tháng 6, 2014                                             | 978-4-09-125015-5    | 30 tháng 9 năm 2019  | [[Đặc_biệt:Nguồn_sách/978-604-2-30089-6\|978-604-2-30089-6]] calling template requires template_name parameter |
| 2  | 12 tháng 11, 2014                                            | 978-4-09-125527-3    | 11 tháng năm 2021    | — |
| 3  | 11 tháng 12, 2015                                            | 978-4-09-126650-7    | —                    | — |
| 4  | 12 tháng 10, 2016                                            | 978-4-09-127389-5    | —                    | — |
| 5  | 10 tháng 2, 2017                                             | 978-4-09-127541-7    |                      | |
| 6  | 8 tháng 8, 2017 (ed giới hạn) 10 tháng 8, 2017 (ed thường)   | 978-4-09-127735-0    | —                    | — |
| 7  | 8 tháng 12, 2017 (ed giới hạn) 12 tháng 12, 2017 (ed thường) | 978-4-09-128062-6    | —                    | — |
| 8  | 7 tháng 2, 2018 (ed giới hạn) 9 tháng 2, 2018 (ed thường)    | 978-4-09-128152-4    | —                    | — |
| 9  | 10 tháng 7, 2018 (với bản BD) 12 tháng 7, 2018 (ed thường)   | 978-4-09-943016-0    | —                    | — |
| 10 | 12 tháng 2, 2019                                             | 978-4-09-128860-8    | —                    | — |
| 11 | 4 tháng 7, 2019                                              | 978-4-09-943054-2    | —                    | — |
| 12 | 12 tháng 12, 2019                                            | 978-4-09-129526-2    | —                    | — |
| 13 | 12 tháng 3, 2020                                             | 978-4-09-850034-5    | —                    | — |
| 14 | 12 tháng 8, 2020                                             | 978-4-09-850210-3    | 18 tháng 7 năm 2022  | 978-604-2-30103-9                                                                                              |
| 15 | 12 tháng 2, 2021                                             | 978-4-09-850449-7    | —                    | — |
| 16 | 10 tháng 9, 2021                                             | 978-4-09-850691-0    | —                    | — |
| 17 | 12 tháng 1, 2022                                             | 978-4-09-850848-8    | —                    | — |
| 18 | 8 tháng 6, 2022                                              | 978-4-09-851171-6    | —                    | — |
| 19 | 10 tháng 3, 2023                                             | 978-4-09-851763-3    | —                    | — |
| 20 | 12 tháng 1, 2024                                             | 978-4-09-853097-7    | —                    | — |

#### Ashita wa Doyōbi
| # | Ngày phát hành    | ISBN              |
| - | ----------------- | ----------------- |
| 1 | 12 tháng 11, 2015 | 978-4-09-126659-0 |
| 2 | 12 tháng 2, 2016  | 978-4-09-126660-6 |

#### Karakai Jōzu no (Moto) Takagi-san
| #  | Phát hành Tiếng Nhật | Phát hành Tiếng Nhật | Phát hành Tiếng Việt | Phát hành Tiếng Việt |
| #  | Ngày phát hành       | ISBN                 | Ngày phát hành       | ISBN                 |
| -- | -------------------- | -------------------- | -------------------- | -------------------- |
| 1  | 12 tháng 12, 2017    | 978-4-09-128070-1    | —                    | —                    |
| 2  | 9 tháng 2, 2018      | 978-4-09-127675-9    | —                    | —                    |
| 3  | 12 tháng 7, 2018     | 978-4-09-128402-0    | —                    | —                    |
| 4  | 12 tháng 2, 2019     | 978-4-09-128875-2    | —                    | —                    |
| 5  | 12 tháng 3, 2019     | 978-4-09-129085-4    | —                    | —                    |
| 6  | 4 tháng 7, 2019      | 978-4-09-129286-5    | —                    | —                    |
| 7  | 12 tháng 11, 2019    | 978-4-09-129465-4    | —                    | —                    |
| 8  | 10 tháng 1, 2020     | 978-4-09-129570-5    | —                    | —                    |
| 9  | 12 tháng 8, 2020     | 978-4-09-850212-7    | —                    | —                    |
| 10 | 12 tháng 8, 2020     | 978-4-09-850216-5    | —                    | —                    |
| 11 | 12 tháng 2, 2021     | 978-4-09-850450-3    | —                    | —                    |
| 12 | 10 tháng 9, 2021     | 978-4-09-850692-7    | —                    | —                    |
| 13 | 12 tháng 11, 2021    | 978-4-09-850796-2    | —                    | —                    |
| 14 | 12 tháng 1, 2022     | 978-4-09-850847-1    | —                    | —                    |
| 15 | 10 tháng 2, 2022     | 978-4-09-850849-5    | —                    | —                    |
| 16 | 8 tháng 6, 2022      | 978-4-09-851170-9    | —                    | —                    |
| 17 | 10 tháng 3, 2023     | 978-4-09-851762-6    | —                    | —                    |
| 18 | 10 tháng 3, 2023     | 978-4-09-851765-7    | —                    | —                    |
| 19 | 12 tháng 1, 2024     | 978-4-09-853098-4    | —                    | —                    |
| 20 | 12 tháng 3, 2024     | 978-4-09-853185-1    | —                    | —                    |

#### Koi ni Koisuru Yukari-chan
| # | Ngày phát hành    | ISBN              |
| - | ----------------- | ----------------- |
| 1 | 9 tháng 2, 2018   | 978-4-09-128187-6 |
| 2 | 12 tháng 7, 2018  | 978-4-09-128403-7 |
| 3 | 12 tháng 2, 2019  | 978-4-09-128876-9 |
| 4 | 12 tháng 12, 2019 | 978-4-09-129528-6 |
| 5 | 12 tháng 8, 2020  | 978-4-09-850214-1 |

### Anime

Áp phích Anime phần 3

Một bộ phim truyền hình anime đã được công bố trong số ra tháng 8 Nguyệt san Shōnen Sunday của Shogakukan. Bộ phim do Akagi Hiroaki tại Shin-Ei Animation đạo diễn với các kịch bản được viết bởi Yokote Michiko và Takano Aya thiết kế nhân vật, và phát sóng từ ngày 8 tháng 1 đến 26 tháng 3 năm 2018. Crunchyroll quản trị loạt phim, và Funimation phát sóng bộ phim với bản tiếng Anh lồng tiếng. Loạt phim gồm có 12 tập. Bài hát mở đầu với tiêu đề "Iwanai Kedo ne" do Ōhara Yuiko sáng tác. Bài hát kết thúc đầu tiên mang tên "Kimagure Romantic" được hát bởi Takahashi Rie (tập 1-2), bài hát kết thúc thứ hai có tiêu đề "AM11:00" được hát bởi Takahashi Rie (tập 3-4),bài hát kết thúc thứ ba có tiêu đề "Jitensha" (Xe đạp) được hát bởi Takahashi Rie (tập 5-6), bài hát kết thúc thứ tư có tiêu đề "Kaze Fukeba Koi" được hát bởi Takahashi Rie (tập 7-8), bài hát thứ năm có tiêu đề "Chiisana Koi no Uta" được hát bởi Takahashi Rie (tập 9-10), bài hát kết thúc thứ sáu có tựa đề "Ai Uta" được hát bởi Takahashi Rie (tập 11), bài hát kết thúc thứ bảy có tiêu đề "Deatta Koro no Yō ni" được hát bởi Takahashi Rie (tập 12). Một tập OVA được đóng gói với tập 9 của manga được phát hành vào ngày 12 tháng 7 năm 2018.
Vào ngày 10 tháng 1 năm 2019, bộ phim được thông báo có thêm phần thứ hai. Các nhân viên và diễn viên sẽ tiếp tục vai trò của họ. Bộ phim được công chiếu vào ngày 7 tháng 7 năm 2019. Bài hát mở đầu cho mùa thứ hai là "Zero Centimeter" (ゼロセンチメートル Zero Senchimētoru) do Ōhara Yuiko trình bày.

### Danh sách bài hát kết thúc của mùa 2
1. Kanade [ja] (tập 1)
2. Snow Powder (tập 2)
3. Miracle (tập 3-4)
4. Thank You (tập 5-6)
5. STARS [ja] (tập 7)
6. It's for You (tập 8-9)
7. Iwanai Kedo ne [ja] (tập 10-11)
8. Kind Feelings (tập 12)

Các bài hát chủ đề kết thúc đều được trình bày bởi Takahashi Rie, người lồng tiếng cho nhân vật Takagi.
Phần thứ 3 của bộ phim được thông báo vào tháng 9 năm 2021, phát sóng từ ngày 7 tháng 1 năm 2022. Các nhân viên và diễn viên vẫn sẽ tiếp tục với vai trò trong bộ phim của họ. Bài hát mở đầu cho mùa thứ ba là "Massugu" do Ōhara Yuiko trình bày. Ủy ban sản xuất cũng thông báo sẽ phát hành bản điện ảnh của bộ phim này cùng năm vào ngày 10/6/2022. 

### Danh sách bài hát kết thúc của mùa 3
1. Yume de Aetara (Tập 1)
2. Over Drive (Tập 2-3) 
3. Himawari no Yakusoku (Tập 4-5) 
4. Gakuen Tengoku (Tập 6) 
5. Joyful (Tập 7-8)
6. Santa ga Machi ni Yattekuru (Tập 9)
7. Snow Magic Fantasy (Tập 10-11)
8. Hana (Tập 12)
Tất cả bài hát trên được thể hiện bởi Takahashi Rie.

## Đón nhận
Vào tháng 12 năm 2016, manga đã bán được trên 1 triệu ấn phẩm. Đến tháng 2 năm 2018, con số đó đã tăng lên tới 4 triệu bản. Tính đến tháng 2 năm 2019, số bản bán ra đã tăng lên 6 triệu.
Bộ manga được đề cử cho giải thưởng Manga Taishō lần thứ 10 vào tháng 1 năm 2017.
Năm 2021, manga đã dành giải thưởng của nhà xuất bản Shogakukan ở hạng mục Shonen manga.